# Sanjetettix
Sanjetettix is een geslacht van rechtvleugeligen uit de familie doornsprinkhanen (Tetrigidae). De wetenschappelijke naam van dit geslacht is voor het eerst geldig gepubliceerd in 1999 door Devriese.

## Soorten
Het geslacht Sanjetettix  is monotypisch en omvat slechts de volgende soort:
- Sanjetettix sylvaticus (Devriese, 1999)